# Аденвил
Аденвил (фр. Adainville) је насељено место у Француској у региону Париски регион, у департману Ивлен.
По подацима из 2011. године у општини је живело 753 становника, а густина насељености је износила 74,11 становника/km².

## Демографија
| 1962. | 1968. | 1975. | 1982. | 1990. | 2011. |
| ----- | ----- | ----- | ----- | ----- | ----- |
| 265   | 324   | 399   | 522   | 839   | 753   |